# هاميلتون جوردن
هاميلتون جوردن (بالإنجليزية: Hamilton Jordan) هو سياسي أمريكي، ولد في 21 سبتمبر 1944 في تشارلوت في الولايات المتحدة، وتوفي في 20 مايو 2008 في أتلانتا في الولايات المتحدة بسبب ورم المتوسطة. نشط حزبياً في الحزب الديمقراطي. وقد انتخب رئيس موظفي البيت الأبيض (6 أغسطس 1979 – 12 يونيو 1980).

## وصلات خارجية
- هاميلتون جوردن على موقع مونزينجر (الألمانية)
- هاميلتون جوردن على موقع إن إن دي بي (الإنجليزية)